# Distretto di Ashikita
Il Distretto di Ashikita (葦北郡, Ashikita-gun?) è uno dei distretti della prefettura di Kumamoto, in Giappone.
Attualmente fanno parte del distretto i comuni di Ashikita e Tsunagi.
| Controllo di autorità | VIAF (EN) 255841441 · NDL (EN, JA) 00396334 |